# Alexander Garden
Alexander Garden est un médecin, naturaliste et botaniste écossais, né en janvier 1730 à Birse, à Aberdeenshire, en Écosse et mort le 15 avril 1791 à Londres.

## Biographie
Il étudie la médecine au Marischal College d’Aberdeen puis à l’université d’Édimbourg où il se passionne pour la botanique grâce aux enseignements de Charles Alston (1683-1760).
Il est médecin dans la marine de 1748 à 1750. Il obtient son doctorat en 1753 et part la même année s’installer en Caroline du Sud, de 1755 à 1783, il est médecin à Charleston.
Il étudie l’histoire naturelle de la Caroline du Sud et plus particulièrement la botanique. Il fréquente les botanistes John Bartram (1699-1777) et Cadwallader Colden (1688-1776). Il commence à entretenir une correspondance internationale, y compris avec Carl von Linné (1707-1778) à qui il envoie de nombreux spécimens végétaux et animaux.
Il participe à une expédition sur le territoire cherokee en 1755. Il décrit les propriétés helminticides de la Spigélie du Maryland (Spigelia marilandica (L.) L.).
Si sa collection est renommée, il ne publie que très peu d’articles et les nouvelles espèces qu’il découvre, comme la sirène lacertine (Siren lacertina Österdam, 1766), sont nommées par d’autres.
Il devient membre de la Royal Society en 1773. Loyaliste, il doit quitter les États-Unis après leur indépendance et regagne la Grande-Bretagne.

## Gardénia
Le gardénia lui est dédié, nommé ainsi par Carl von Linné pour lui. Garden lui enverra par la suite une grande quantité de spécimens de gardénia de la Caroline.